# Vendine
Vendine (okzitanisch: Vendina) ist eine französische Gemeinde mit 276 Einwohnern (Stand: 1. Januar 2022) im Département Haute-Garonne in der Region Okzitanien (vor 2016 Midi-Pyrénées). Sie gehört zum Arrondissement Toulouse und zum Kanton Revel. Die Einwohner werden Vendinois genannt.

## Lage
Die Gemeinde Vendine liegt an der Grenze zum Département Tarn in der Kulturlandschaft des Lauragais am Girou sowie seinem Zufluss Vendinelle, 24 Kilometer östlich von Toulouse. Umgeben wird Vendine von den Nachbargemeinden Bannières im Norden, Villeneuve-lès-Lavaur im Norden und Nordosten, Loubens-Lauragais im Osten und Südosten sowie Francarville im Süden und Westen.

## Bevölkerungsentwicklung
| Jahr                       | 1962 | 1968 | 1975 | 1982 | 1990 | 1999 | 2006 | 2013 | 2020 |
| Einwohner                  | 117  | 110  | 111  | 135  | 142  | 169  | 225  | 274  | 290  |
| Quellen: Cassini und INSEE |      |      |      |      |      |      |      |      |      |

## Sehenswürdigkeiten
- Kirche Saint-Étienne, erbaut ab dem 17. Jahrhundert

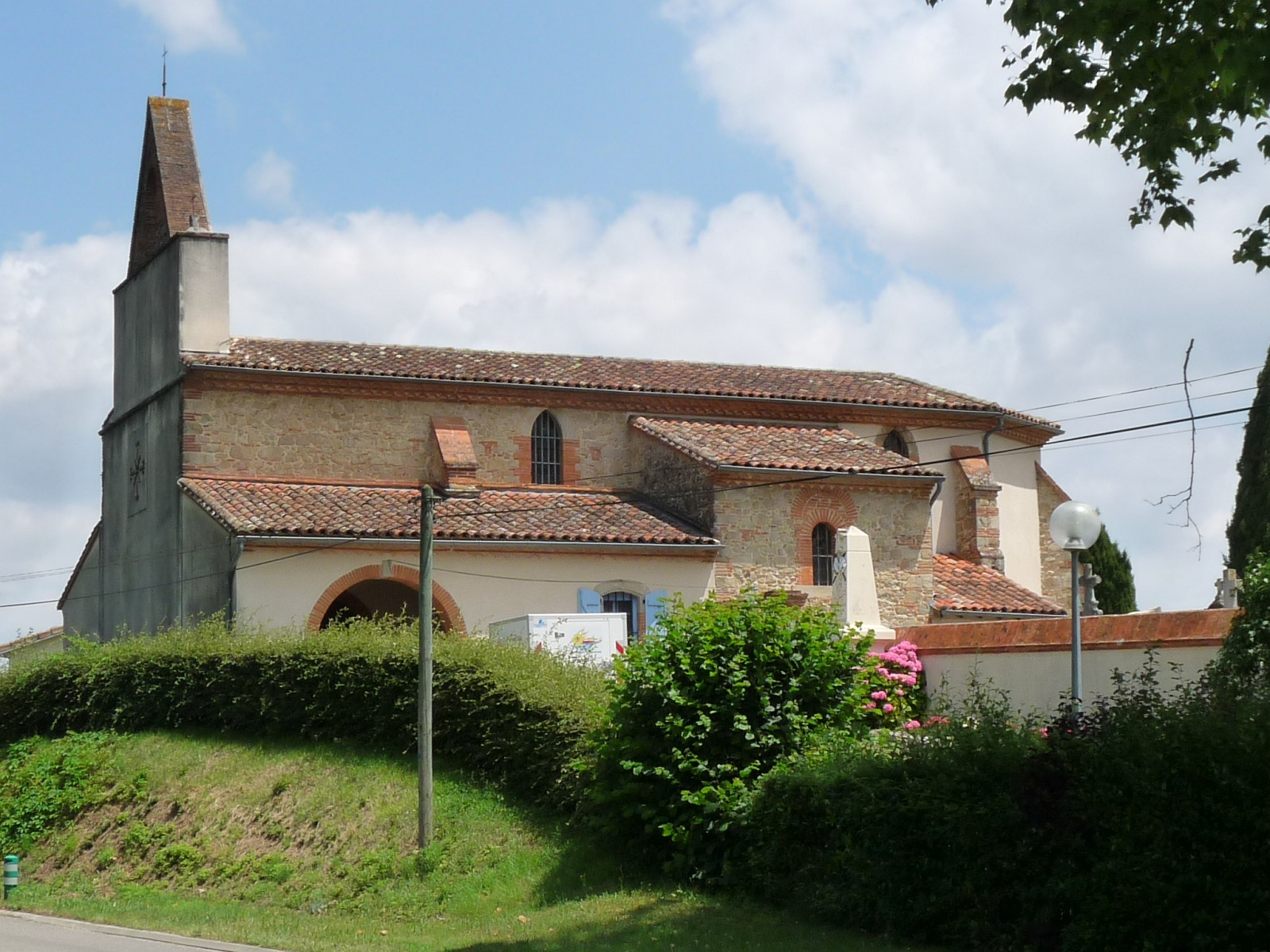
Kirche Saint-Étienne